# FC Dinamo București în sezonul 1950
Sezonul 1950 este al doilea sezon pentru FC Dinamo București în campionatul național de fotbal, Divizia A. Din schimbarea sistemului divizionar în formatul primăvară-toamnă, între campionatele 1948-1949 și 1950, Dinamo a participat la Cupa de toamnă. Bucureștenii au fost repartizați în Seria a V-a, pe care au și câștigat-o, obținând 8 victorii, un egal și având o singură înfrângere, pe teren propriu cu CFR București.
Dinamo a încheiat campionatul pe locul 8, cu 21 de puncte și golaveraj negativ 40-45. Constantin Popescu s-a clasat pe locul al treilea în clasamentul golgheterilor, cu 14 goluri marcate.

## Rezultate
| Divizia A | Divizia A         | Divizia A              | Divizia A | Divizia A |
| Etapa     | Data              | Adversar               | Stadion   | Rezultat  |
| --------- | ----------------- | ---------------------- | --------- | --------- |
| 1         | 19 martie 1950    | CCA București          | acasă     | 2-2       |
| 2         | 26 martie 1950    | Flamura Roșie Arad     | deplasare | 0-2       |
| 3         | 2 aprilie 1950    | Locomotiva Timișoara   | acasă     | 2-0       |
| 4         | 10 aprilie 1950   | Locomotiva București   | deplasare | 2-4       |
| 5         | 16 aprilie 1950   | Partizanul Petroșani   | acasă     | 5-3       |
| 6         | 23 aprilie 1950   | Progresul ICO Oradea   | deplasare | 0-1       |
| 7         | 28 mai 1950       | CSU Timișoara          | deplasare | 3-2       |
| 8         | 4 iunie 1950      | Locomotiva Târgu Mureș | acasă     | 3-2       |
| 9         | 10 iunie 1950     | Partizanul București   | deplasare | 4-3       |
| 10        | 18 iunie 1950     | Locomotiva Sibiu       | deplasare | 1-2       |
| 11        | 25 iunie 1950     | Metalul Reșița         | deplasare | 0-2       |
| 12        | 13 august 1950    | CCA București          | deplasare | 1-0       |
| 13        | 20 august 1950    | Flamura Roșie Arad     | acasă     | 1-3       |
| 14        | 27 august 1950    | Locomotiva Timișoara   | deplasare | 3-1       |
| 15        | 2 septembrie 1950 | Locomotiva București   | acasă     | 3-5       |
| 16        | 1 octombrie 1950  | Partizanul Petroșani   | deplasare | 0-0       |
| 17        | 17 octombrie 1950 | Progresul ICO Oradea   | acasă     | 0-2       |
| 18        | 24 octombrie 1950 | Știința Timișoara      | acasă     | 2-3       |
| 19        | 29 octombrie 1950 | Locomotiva Târgu Mureș | deplasare | 0-2       |
| 20        | 4 noiembrie 1950  | Partizanul București   | acasă     | 2-2       |
| 21        | 12 noiembrie 1950 | Locomotiva Sibiu       | acasă     | 2-1       |
| 22        | 19 noiembrie 1950 | Metalul Reșița         | acasă     | 2-1       |

| Cupa României     | Cupa României     | Cupa României        | Cupa României | Cupa României |
| Etapa             | Data              | Adversar             | Stadion       | Rezultat      |
| ----------------- | ----------------- | -------------------- | ------------- | ------------- |
| șaisprezecimi     | 2 iulie 1950      | Partizanul Ploiești  | deplasare     | 4-2           |
| optimi            | 17 august 1950    | Partizanul București | acasă         | 1-1           |
| optimi (rejucare) | 7 septembrie 1950 | Partizanul București | acasă         | 4-3           |
| sferturi          | 12 octombrie 1950 | Progresul ICO Oradea | deplasare     | 1-2           |

| Legendă    |
| ---------- |
| victorie   |
| egal       |
| înfrângere |

## Echipa
Formația standard: Petre Ivan - Florian Ambru, Caius Novac - Gheorghe Băcuț, Constantin Marinescu, Angelo Niculescu (Ion Șiclovan) - Nicolae Voinescu (Iuliu Farkaș), Carol Bartha, Titus Ozon, Nicolae Dumitru, Constantin Popescu (Vasile Naciu).

### Transferuri
Pentru startul sezonului 1950, Dinamo a făcut câteva transferuri, venind Gheorghe Băcuț (UTA), Constantin Marinescu (Jiul Petroșani), Nicolae Nicușor Dumitru, Nicolae Voinescu și Constantin "Titi" Popescu (toți Metalul București), plus antrenorul Iuliu Baratky. În schimb, Simionescu a fost transferat la Locomotiva București, iar Farkaș la Partizanul Petroșani.